# 司马颙
司馬顒（274年前—306年），字文載，司州河內郡溫縣（今河南溫縣）人，西晋河間王，是八王之亂中的一王。晉宣帝司馬懿三弟安平獻王司馬孚之孫，太原烈王司馬瓌之長子。

## 生平

### 鎮守關中
司馬顒原繼襲父親太原王之爵位，咸寧二年（276年）到封國。次年改封為河間王。司馬顒年少已有清名，輕財愛士。與諸王一同朝見晉武帝時，武帝認為司馬顒可以作為諸王的模範。
元康初，為北中郎將，監鄴城。元康九年（299年），代替梁王司馬肜任平西將軍，鎮守關中（因為石函之制，非至親不得都督關中，司馬顒血統疏遠王室，因其賢而被舉薦）。

### 附討不定
永寧元年（301年），趙王司馬倫稱帝，齊王司馬冏密謀討伐司馬倫。前安西參軍夏侯奭自稱侍御史，在始平徵聚得數千人，以響應司馬冏，遣信邀請司馬顒。司馬顒卻听長史李含的谋划，派遣主簿房陽、張方捉拿夏侯奭及其黨羽十多人，並在長安市腰斬。司馬冏送檄請司馬顒支持，司馬顒又逮捕了司馬冏的使者並送給司馬倫；及後司馬倫向司馬顒徵兵，司馬顒又派遣張方率關右健將前赴洛陽，这些也都是李含的谋划。張方至華陰時，司馬顒因聽聞司馬冏及成都王司馬穎兵力強盛，於是立刻加李含任龍驤將軍，領督護席薳等追回張方，改為呼應二王。義兵至潼關時，司馬倫和孫秀已被誅殺，晉惠帝復位，李含、張方才各率衆回到關中。到司馬冏論功時，雖惱恨司馬顒起初不響應，但見最終能濟義相助，讓司馬顒進位侍中、太尉，加三錫之禮。

### 攻打洛陽
後來李含任翊軍校尉，因與齊王參軍皇甫商和司馬趙驤等有嫌隙，於是投奔司馬顒，更假稱受密詔討伐司馬冏，向司馬顒陳說利害。司馬顒最後答應便發兵，並遣使邀司馬穎。司馬顒以李含為都督，率諸軍屯陰盤，張方則率前鋒集結於新安。同時又傳檄給長沙王司馬乂討伐司馬冏。司馬顒和李含原以為司馬乂兵弱，等司馬乂被司馬冏打敗後就可藉詞討伐司馬冏，然後廢晉惠帝，立司馬穎，而司馬顒掌權。但最終司馬冏被打敗，司馬顒於是以李含為河南尹，命他與馮蓀、卞粹等潛圖害司馬乂。皇甫商卻將李含之前矯詔之事及與司馬顒的陰謀都詳細告知司馬乂。司馬乂於是誅殺李含等人。司馬顒知道李含死訊後，在太安二年（303年），司馬顒令部將張方領兵7萬與司馬穎20多萬大軍起兵討伐洛陽。晉惠帝下詔令司馬乂為大都督，興兵迎擊。
兩軍連續戰鬥了幾個月，繼持到明年（304年），司馬乂多次擊敗司馬顒、司馬穎軍，斬殺俘虜了六七萬人。因戰事太久，司馬乂軍糧食缺乏，但將士們都願意效死，固守洛陽。此時張方認為難以取勝，建議要班師回長安。但在朝廷內任職司空的東海王司馬越害怕司馬乂會失敗，勾結一些禁軍將領在夜裡捕獲司馬乂，送到金墉城，並開城歡迎司馬顒軍。司馬乂的下屬及一些志同道合的文武百官見司馬顒軍兵力不多，可惜司馬乂功敗垂成，計劃劫獄救出司馬乂，再戰司馬顒、司馬穎。司馬越害怕，就派人秘告司馬顒的部將張方此事，張方派遣三千士兵，到金墉城抓司馬乂回軍營，用火活活燒死。司馬乂的手下非死即降。張方回到長安。詔以司馬顒為太宰、大都督、雍州牧。司馬顒廢皇太子司馬覃，立成都王司馬穎為皇太弟。
司馬顒及後屯兵鄭縣，作為東軍支援，但劉沈起兵，令司馬顒回鎮渭城，並派督護虞夔抗擊劉沈，但失敗。司馬顒於是大驚，退入長安並召回張方救援。劉沈渡過渭河，並派安定太守卫博和安定功曹皇甫澹以五千甲兵襲擊長安，並攻到司馬顒帳下。但劉沈遲來，馮翊太守張輔見無後繼就派軍擊潰衙博軍，並擊斬二人。張方及後派部將敦偉夜襲劉沈，劉沈軍驚惶崩潰，劉沈與麾下南逃但被捕，被司馬顒腰斬。

### 東西鬥爭
永興元年（304年），王浚聯合東瀛公司馬騰討伐司馬穎，兵臨鄴城，司馬穎於是倉皇帶惠帝到洛陽。留鎮洛陽的張方擁兵專制朝政，又逼惠帝駕幸長安。司馬顒選置百官，改秦州為定州，另立豫章王司馬熾為皇太弟。司馬顒見全國四分五裂，戰亂不息，於是希望以下詔和解各王而獲得喘息，任命司馬越為太傅，來長安與他一起輔政，但司馬越不接受。後來東海王司馬越起兵徐州，西迎大駕，而與司馬顒分陝而治。此舉令關中大懼，張方當日劫逼惠帝西遷令各勢力震怒，更加不願皇帝東歸，於是向司馬顒說：「我所領的軍隊還有十餘萬人，奉送皇帝回洛陽皇宮，派成都王回鄴城，司馬顒自留鎮關中，我北討博陵。這樣天下就可暫得安定，無人再能反抗。」但司馬顒覺得不太可行，不贊同張方的建議，又下詔令司馬越等人回到封國。及後豫州刺史劉喬擊破司馬越堂弟范陽王司馬虓於許，又表司馬穎為鎮軍大將軍、都督河北諸軍事，給一千兵回到鄴城，又命呂朗屯兵洛陽。隨後又升豫州刺史劉喬為假節、鎮東大將軍。派遣司馬穎率領樓褒、王闡等，據河橋以抗拒司馬越，支援劉喬。及後司馬穎進駐洛陽，呂朗則移駐滎陽。司馬越則親自率領三萬士兵，西進到了蕭縣。劉喬派遣其兒子劉祐於靈璧抵抗司馬越，司馬越軍不能前進。及後司馬虓派遣督護田徽以八百騎兵幫助司馬越，在譙與劉祐相遇，一戰之下劉祐眾潰，劉喬軍隊亦潰敗，在蕭縣被司馬虓擊破，劉喬敗走南陽，司馬越得以進屯陽武。而在河橋的司馬穎軍方面，支持司馬越的安北將軍王浚派遣督護劉根，率領三百騎兵至河上。王闡出戰，被劉根所殺。
光熙元年（306年），劉喬兵敗的消息傳到長安，人心惶惶，司馬顒很是恐慌，同時參軍畢垣稱張方打算謀反，勸司馬顒殺他；繆播和从弟也是司马颙前王妃的弟弟繆胤認為殺了張方就可以平息與東軍的戰事。司馬顒聽信，認為這可以平息禍亂，於是命令張方的親信將領郅輔夜裡暗殺張方，然後派人把張方的頭顱送到司馬越軍中。而後司馬顒又後悔，怪罪郅輔殺張方，又殺了郅輔。然後派遣刁默守潼關。張方的死對司馬顒更是不利，例如司馬虓的司馬劉琨把張方頭顱給滎陽守將呂朗看，呂朗馬上獻出城池投降。司馬穎試圖固守洛陽，范陽王司馬虓就派出鮮卑的騎兵與平昌、博陵等兵眾襲河橋，平昌公司馬模部將宋冑亦進攻河橋，樓褒軍西逃，追兵一直追到新安，沿途死亡慘重，並進逼洛陽，司馬穎退走長安。司馬越軍中的鮮卑將領祁弘等後來破了刁默守的潼關進入關中，司馬顒大為恐懼。又派遣馬瞻、郭傳等在霸水抗拒司馬越軍，馬瞻軍又戰敗，司馬顒單騎出長安，逃到太白山。司馬越軍進入長安。祁弘的鮮卑部隊大掠長安，殺二萬余人。
司馬越軍進入長安後，封梁柳為鎮西將軍，守關中。光熙元年（306年），司馬越率領諸侯及鮮卑將領許扶歷、駒次宿等軍隊護送晉惠帝回到洛陽。晉惠帝下詔升司馬越為太傅錄尚書，增封下邳、濟陽二郡。范陽王司馬虓也被封為司空。

### 重回長安
司馬越等與晉惠帝回洛陽後，司馬顒的故將馬瞻等人借與鎮西將軍梁柳見面的機會，殺掉梁柳。過後馬瞻與始平太守梁邁等人共同迎接在太白山的司馬顒回來長安，司馬顒因害怕而不敢入府。長安令蘇眾、記室督朱永就勸司馬顒向朝廷稱梁柳是病死的。關中也有人不服司馬顒，弘農太守裴暠、秦國內史賈龕、安定太守賈疋等出兵討伐司馬顒，斬殺馬瞻、梁邁等。東海王司馬越知道司馬顒東山再起後，就派遣督護麋晃率領大軍討伐司馬顒。司馬顒的將領牽秀與麋晃對陣，麋晃斬殺了牽秀並其二子。於是麋晃軍據有關中大部分土地，而司馬顒只保有長安城而已。

### 回京被殺
同年冬，晉惠帝食餅中毒身亡。晉武帝的第二十五子，皇太弟司馬熾繼位，是為晉懷帝。晉懷帝剛登基，就下詔書要以司馬顒為司徒。讓其回朝廷。不疑有他，就乘車上路。到新安雍谷時，被南陽王司馬模所派遣的將領梁臣掐殺死在車內。他的三個兒子也被殺死。先前司马颙子司马讼出继高阳哀王司马缉，未详是否在其中。司馬顒就此絕後。
晉懷帝下詔以彭城元王司馬植子司馬融為司馬顒嗣，改封樂成縣王。司馬融死後無子。建興中，司馬睿又以彭城康王司馬釋子司馬欽為司馬融嗣。咸和五年，復故河間王司馬顒爵位，徙樂成王司馬欽為河間王。

## 延伸阅读
[在维基数据编辑]
 《晉書·卷059》，出自房玄齡《晉書》